# Chthonius lychnidis
Chthonius lychnidis är en spindeldjursart som beskrevs av Bozidar P.M. Curcic 1997. Chthonius lychnidis ingår i släktet Chthonius och familjen käkklokrypare. Inga underarter finns listade i Catalogue of Life.